# Koding
Koding 是一个 PaaS 云计算平台，供用户创建网络应用（App，网站）。

## 特点
Koding 可以免费使用，为免费用户提供了 3GB 的存储空间和 1GB 的内存，与 OpenShift 相当，远高于 GAE 的免费配置。
Koding 完全在浏览器中操作，可在线编辑代码，比只能在本地写好之后再上传的其它 PaaS 便捷得多。
Koding 无须在本地部署开发环境，远端的部署方式与在 Linux 上基本一致，学习成本较低。
Koding 在中国大陆（暂时）没有被墙，而且支持 SSH 连接。
但 Koding 提供给免费用户的虚拟机不能长期开启，每次开启一小时之后会自动关闭，需要从浏览器里重新启动。因此，免费的 Koding 虚拟机不适于部署实际的网络应用。